# Diegem
Diegem est une section de la commune belge de Machelen située en Région flamande dans la province du Brabant flamand. C'était une commune à part entière avant la fusion des communes de 1977.

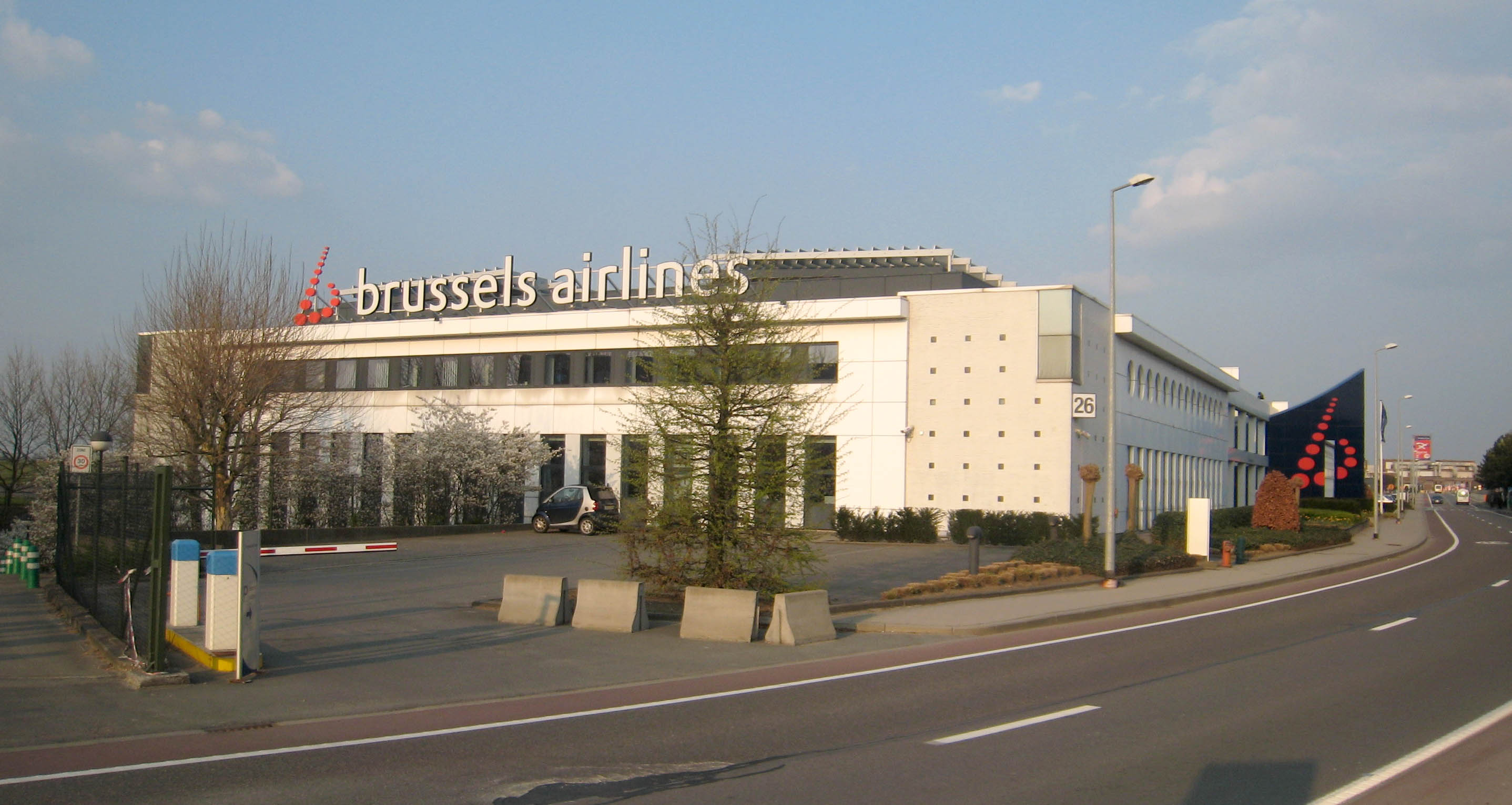
b.house, le siège de Brussels Airlines, Diegem

## Localisation

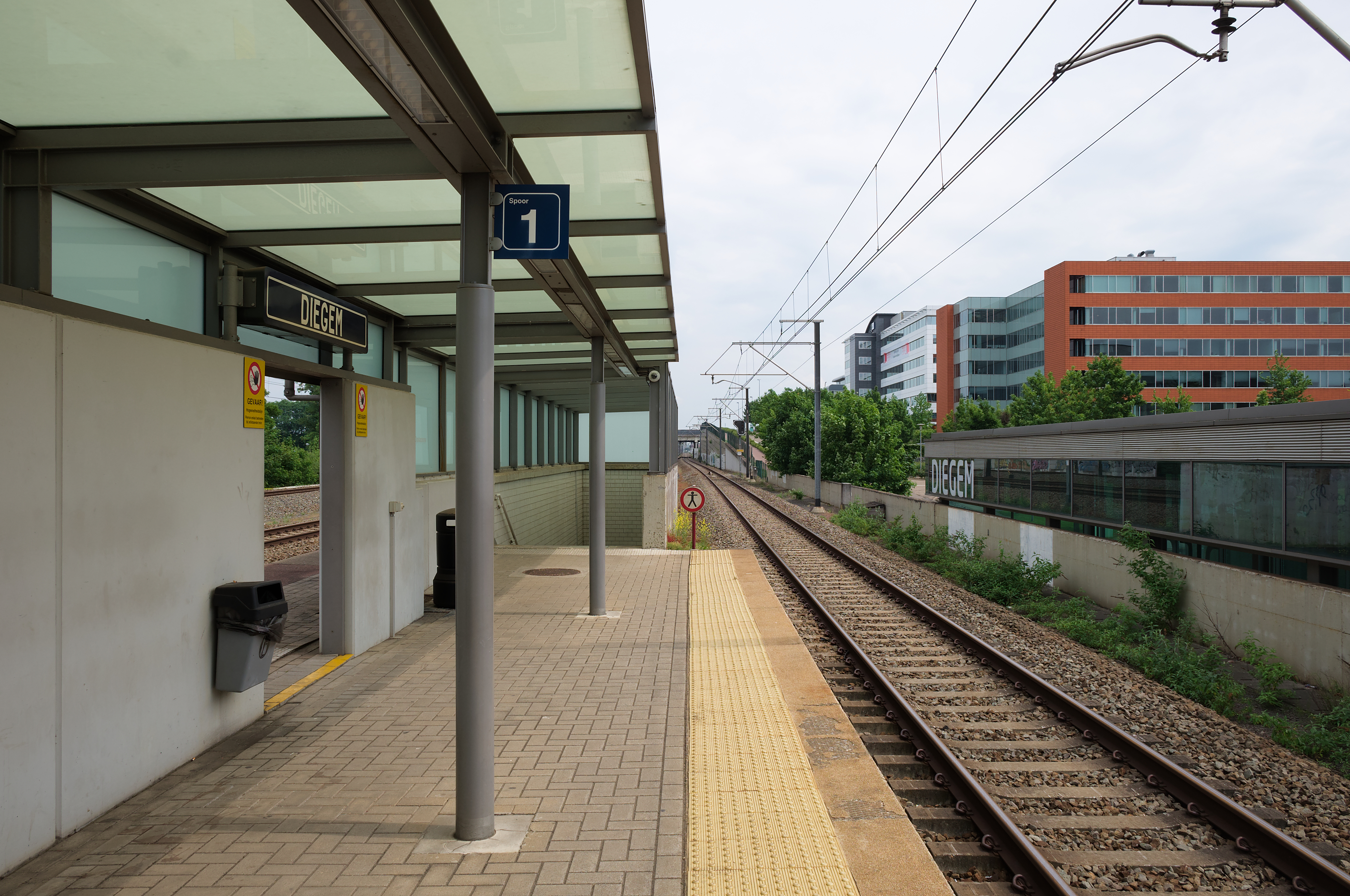
Gare de Diegem

Diegem se situe entre l'ancienne commune de Haren (Ville de Bruxelles depuis 1921), l'ancienne commune de Melsbroeck (Steenockerzeel) et la commune de Zaventem, tout près de l'aéroport de Zaventem. Il y a une majorité d'hôtels et de sociétés. La localité comporte une petite gare qui relie Louvain (en passant par Bruxelles) à Braine-le-Comte. En septembre 1830, l'armée hollandaise fuyant Bruxelles passa par Diegem.

## Démographie

### Évolution démographique
- Sources : INS, Rem. : 1831 jusqu'en 1970 = recensements, 1976 = nombre d'habitants au 31 décembre[3].

## Châteaux
- château de Diegem, vaste propriété qui s'étend sur les rives de la Woluwe.
- château de Wesenbeke, dont dépendait la Seigneurie de Wesenbeke. Cette seigneurie appartenait à Jean van der Noot en 1474. En 1567 maître Pierre van Waelhem en était propriétaire usufruitier. En 1751 elle appartenait à Jean-Rémacle, vicomte de Thisquen. Le château devint ensuite propriété de la famille van der Meulen.